# 19. ceremonia wręczenia Oscarów
19. ceremonia rozdania Oscarów odbyła się 13 marca 1947 roku w Shrine Auditorium w Los Angeles.

## Laureaci i nominowani
Dla wyróżnienia zwycięzców poszczególnych kategorii, napisano ich pogrubioną czcionką oraz umieszczono na przedzie (tj. poza kolejnością nominacji na oficjalnych listach).

### Najlepszy Film
- wytwórnia: Samuel Goldwyn Studio − Najlepsze lata naszego życia
- wytwórnia: J. Arthur Rank-Two Cities Films − Henryk V
- wytwórnia: Liberty Films − To wspaniałe życie
- wytwórnia: 20th Century Fox − Ostrze brzytwy
- wytwórnia: Metro-Goldwyn-Mayer − Roczniak

### Najlepszy Aktor
- Fredric March − Najlepsze lata naszego życia
- Laurence Olivier − Henryk V
- Larry Parks − The Jolson Story
- Gregory Peck − Roczniak
- James Stewart − To wspaniałe życie

### Najlepsza Aktorka
- Olivia de Havilland − Najtrwalsza miłość
- Celia Johnson − Spotkanie
- Jennifer Jones − Pojedynek w słońcu
- Rosalind Russell − Sister Kenny
- Jane Wyman − Roczniak

### Najlepszy Aktor Drugoplanowy
- Harold Russell − Najlepsze lata naszego życia
- Charles Coburn − Zielone lata
- William Demarest − The Jolson Story
- Claude Rains − Osławiona
- Clifton Webb − Ostrze brzytwy

### Najlepsza Aktorka Drugoplanowa
- Anne Baxter − Ostrze brzytwy
- Ethel Barrymore − Kręte schody
- Lillian Gish − Pojedynek w słońcu
- Flora Robson − Saratoga Trunk
- Gale Sondergaard − Anna i król Syjamu

### Najlepszy Reżyser
- William Wyler − Najlepsze lata naszego życia
- David Lean − Spotkanie
- Frank Capra − To wspaniałe życie
- Robert Siodmak − Zabójcy
- Clarence Brown − Roczniak

### Najlepszy Scenariusz Oryginalny
- Muriel Box i Sydney Box − The Seventh Veil
- Raymond Chandler − Błękitna dalia
- Jacques Prévert − Komedianci
- Ben Hecht − Osławiona
- Norman Panama i Melvin Frank − Droga do Utopii

### Najlepsze Materiały do Scenariusza
- Clemence Dane − Perfect Strangers
- Vladimir Pozner − Mroczne zwierciadło
- Jack Patrick − Dziwna miłość Marty Ivers
- Victor Trivas − Intruz
- Charles Brackett − Najtrwalsza miłość

### Najlepszy Scenariusz Adaptowany
- Robert E. Sherwood − Najlepsze lata naszego życia
- Talbot Jennings i Sally Benson − Anna i król Syjamu
- David Lean, Anthony Havelock-Allan i Ronald Neame − Spotkanie
- Anthony Veiller − Zabójcy
- Sergio Amidei i Federico Fellini − Rzym, miasto otwarte

### Najlepsze Zdjęcia

#### Film Czarno-Biały
- Arthur C. Miller − Anna i król Syjamu
- George Folsey − Zielone lata

#### Film Kolorowy
- Charles Rosher, Leonard Smith i Arthur Arling − Roczniak
- Joseph Walker − The Jolson Story

### Najlepsza Scenografia i Dekoracja Wnętrz

#### Film Czarno-Biały
- Lyle Wheeler, William S. Darling, Thomas Little i Frank E. Hughes − Anna i król Syjamu
- Hans Dreier, Walter Tyler, Sam Comer i Ray Moyer − Kitty
- Richard Day, Nathan Juran, Thomas Little i Paul S. Fox − Ostrze brzytwy

#### Film Kolorowy
- Cedric Gibbons, Paul Groesse i Edwin B. Willis − Roczniak
- John Bryan − Cezar i Kleopatra
- Paul Sheriff i Carmen Dillon − Henryk V

### Najlepszy Dźwięk
- Columbia Studio Sound Department, reżyser dźwięku: John Livadary − The Jolson Story
- Samuel Goldwyn Studio Sound Department, reżyser dźwięku: Gordon Sawyer − Najlepsze lata naszego życia
- RKO Radio Studio Sound Department, reżyser dźwięku: John Aalberg − To wspaniałe życie

### Najlepsza Piosenka
- „On the Atchison, Topeka and the Santa Fe” − Dziewczęta Harveya − muzyka: Harry Warren, słowa: Johnny Mercer
- „All Through the Day” − Lato stulecia − muzyka: Jerome Kern, słowa: Oscar Hammerstein II
- „I Can't Begin to Tell You” − Siostry Dolly − muzyka: James Monaco, słowa: Mack Gordon
- „Ole Buttermilk Sky” − Canyon Passage − muzyka: Hoagy Carmichael, słowa: Jack Brooks
- „You Keep Coming Back Like a Song” − Blue Skies − muzyka i słowa: Irving Berlin

### Najlepsza Muzyka

#### Dramat
- Hugo Friedhofer − Najlepsze lata naszego życia
- Bernard Herrmann − Anna i król Syjamu
- William Walton − Henryk V
- Franz Waxman − Humoreska
- Miklós Rózsa − Zabójcy

#### Musical
- Morris Stoloff − The Jolson Story
- Robert Emmett Dolan − Blue Skies
- Alfred Newman − Lato stulecia
- Lennie Hayton − Dziewczęta Harveya
- Ray Heindorf i Max Steiner − Dzień i noc

### Najlepszy Montaż
- Daniel Mandell − Najlepsze lata naszego życia
- William Hornbeck − To wspaniałe życie
- William Lyon − The Jolson Story
- Arthur Hilton − Zabójcy
- Harold Kress − Roczniak

### Najlepsze Efekty Specjalne
- wizualne: Thomas Howard − Seans
- wizualne: William McGann, dźwiękowe: Nathan Levinson − Skradzione życie

### Najlepszy Krótkometrażowy Film Animowany
- Frederick Quimby − Koncert na cztery łapki (z serii Tom i Jerry)
- Walter Lantz − Musical Moments from Chopin (z serii Musical Miniatures)
- George Pal − John Henry and the Inky Poo (z serii Puppetoons)
- Walt Disney − Squatter's Rights (z serii o psie Pluto)
- Edward Selzer − Walky Talky Hawky (z serii Zwariowane melodie)

### Najlepszy Krótkometrażowy Film na Jednej Rolce
- Gordon Hollingshead − Facing Your Danger
- Jack Eaton − Dive-Hi Champs
- Edmund Reek − Golden Horses
- Gordon Hollingshead − Smart as a Fox
- Pete Smith − Sure Cures

### Najlepszy Krótkometrażowy Film na Dwóch Rolkach
- Gordon Hollingshead − A Boy and His Dog
- George B. Templeton − College Queen
- Jules White − Hiss and Yell
- Jerry Bresler − The Luckiest Guy in the World

### Najlepszy Krótkometrażowy Film Dokumentalny
- Departament Wojny Stanów Zjednoczonych − Seeds of Destiny
- The March of Time − Atomic Power
- Artkino − Life at the Zoo
- Paramount Pictures − Paramount News Issue #37 (wydanie z okazji 20 rocznicy 1927 − 1947)
- Herbert Morgan − Traffic with the Devil

### Oscary Honorowe i Specjalne
- Laurence Olivier – za aktorstwo i reżyserię filmu Henryk V
- Harold Russell – za film Najlepsze lata naszego życia
- Ernst Lubitsch – za całokształt twórczości reżyserskiej
- Claude Jarman Jr. – za dziecięcą rolę w filmie Roczniak

### Nagroda im. Irvinga G. Thalberga
- Samuel Goldwyn

### Nagrody Naukowe i Techniczne

#### Klasa III
- Harlan L. Baumbach i Paramount West Coast Laboratory − for an improved method for the quantitative determination of hydroquinone and metol in photographic developing baths. [Laboratory]
- Herbert E. Britt − for the development and application of formulas and equipment for producing cloud and smoke effects. [Stage Operations]
- Burton F. Miller i Warner Bros. Studio Sound and Electrical Departments − for the design and construction of a motion picture arc lighting generator filter. [Lighting]
- Carl Faulkner z 20th Century-Fox Studio Sound Department − for the reversed bias method, including a double bias method for light valve and galvonometer density recording. [Sound]
- Mole-Richardson Company − for the Type 450 super high intensity carbon arc lamp. [Lighting]
- Arthur F. Blinn, Robert O. Cook, C.O. Slyfield i Walt Disney Studio Sound Department − for the design and development of an audio finder and track viewer for checking and locating noise in sound tracks. [Sound]
- Burton F. Miller i Warner Bros. Studio Sound Department − for the design and application of an equalizer to eliminate relative spectral energy distortion in electronic compressors. [Sound]
- Marty Martin i Hal Adkins z RKO Radio Studio Miniature Department − for the design and construction of equipment providing visual bullet effects. [Stage Operations]
- Harold Nye i Warner Bros. Studio Electrical Department − for the development of the electronically controlled fire and gaslight effect. [Stage Operations]